# يفهين لوتسينكو
يفهين لوتسينكو (بالأوكرانية: Луценко Євген Валентинович)‏ هو لاعب كرة قدم أوكراني في مركز الوسط، ولد في 10 نوفمبر 1980 في كييف في أوكرانيا. شارك مع منتخب أوكرانيا لكرة القدم. أما مع النوادي، فقد لعب مع تشورنومورتس أوديسا ودينامو موسكو وزوريا لوهانسك وشينيك ياروسلافل ونادي تافريا سيمفروبول ونادي لوزان.

## وصلات خارجية
- يفهين لوتسينكو على موقع اتحاد أوكرانيا (الإنجليزية)
- يفهين لوتسينكو على موقع ناشيونال فوتبول تيمز (الإنجليزية)
- يفهين لوتسينكو على موقع Soccerway.com (الإنجليزية)